# Paris Was a Woman
Paris Was a Woman ist ein britisch-deutscher Dokumentarfilm von Greta Schiller aus dem Jahr 1996, über das Zusammentreffen berühmter Künstlerinnen im Paris der 1920er und 1930er Jahre.

## Inhalt
Als zu Beginn des 20. Jahrhunderts berühmte Künstlerinnen der Moderne in Paris zusammentrafen, entschieden sich bewusst für die Gemeinschaft. In Paris war es ihnen möglich, sich auf unkonventionelle zu verwirklichen und dabei radikale Wege zu beschreiten. Paris bot ihnen die Freiheit, zu leben und zu lieben, wie und wen sie wollten – auch wenn es andere Frauen waren. Paris Was a Woman basiert auf einer umfassenden Recherche und dem Drehbuch von Andrea Weiss. Bis dahin unveröffentlichtes Archiv- und Filmmaterial stand ebenso zur Verfügung, wie Gemälde, Zeichnungen und literarische Fragmente, aus denen Greta Schiller den Film weben konnte. Mit diesen Mitteln lässt sie die Stimmung, das Lebensgefühl der Frauen wie Colette, Djuna Barnes, Gertrude Stein, Natalie Clifford Barney in der Stadt Paris lebendig werden.

## Rezeption, Zitate
„Wer sich für die Frauen interessiert, die in den ersten Jahrzehnten unseres
Jahrhunderts das kulturelle Leben am ‘rive gauche’ mitgeprägt haben,
findet in Greta Schillers gründlich recherchiertem Film PARIS WAS A
WOMAN klug dargebotene Auskunft.“

„Besonders Frauen, die in den unterschiedlichsten künstlerischen Bereichen tätig waren, und Frauen, die sich für Kunst und Literatur begeisterten und die frei von familiären Verpflichtungen waren, zog es zur ›Left Bank‹, aber nie wieder mit solcher Vehemenz und Begeisterung wie im ersten Viertel dieses [des zwanzigsten] Jahrhunderts“

## Festivals, Preise
Internationale Filmfestspiele Berlin 1996
- 1996 Leserpreis der Siegessäule
- 1996 Valladolid International Film Festival, Best Documentary
- 1996 Publikumspreis Festival International de Films de Femmes, Créteil[2]